# Daphnis (måne)
Daphnis (grekiska Δαφνίς, temporärt tilldelad namnet S/2005 S 1) är en av Saturnus månar. Den går även under namnet Saturnus XXXV. 
Den kretsar kring planeten i Keelers delning innanför A-ringen. Den är uppkallad efter Dafnis, en fåraherde och poet i grekisk mytologi.

## Upptäckt
Innan Daphnis fotograferades, hade förekomsten av en måne i Daphnis läge redan kunnat härledas från gravitationskrusningar som observerats på den yttre kanten av Keelers delning. Vågorna som månen åstadkommer i den inre kanten av gapet går före den i omloppsbana, medan vågorna på den yttre kanten släpar efter den, på grund av skillnaderna i relativ omloppshastighet.
Daphnis upptäcktes av Cassini Imaging Science Team den 6 maj 2005.

## Omloppsbana
Banlutningen och excentriciteten av Daphnis bana är ytterst små, men kan särskiljas från noll. Daphnis excentricitet får dess avstånd från Saturnus att variera med ~9 km, och dess banlutning gör att den flyttar upp och ned med ~17 km. Keelers delning, inom vilken Daphnis rör sig är cirka 42 km bred.
Daphnis ligger inom den kritiska Roche-gränsen och skulle slitas sönder om den hade en större storlek.